# Franja (jezikovni portal)
Franja je večjezični spletni jezikovni portal, ki združuje dvojezične slovarje za jezikovne pare najpogosteje rabljenih jezikov v slovenščino, ki so nastali ali nastajajo na Inštitutu za slovenski jezik Frana Ramovša ZRC SAZU, ter slovarje, ki so v okviru dela na tem inštitutu dobili digitalno obliko. Portal je brezplačen in prilagojen čim širši skupini uporabnikov. Njegov namen je omogočiti prosti dostop do slovarskih informacij o tujih jezikih. Deluje od 16. oktobra 2024 in se letno vsebinsko in funkcionalno dopolnjuje ter posodablja. Preizkusna interna različica beta je bila vzpostavljena 19. marca 2024. Imenuje se po Franji Tavčar (1868–1938).
Večina slovarjev je na voljo pod licenco CC-BY-SA 4.0, redki pa pod licencami, ki so navedene v njihovih kolofonih. 3. decembra 2024 je portal prešel iz domene Franja.eu na novo domeno Franja.si.

## Vsebina
Na voljo je 20 slovarjev – najkakovostnejših dostopnih dvojezičnih slovarjev z 981.354 slovarskimi sestavki:
- angleščina:
  - Veliki angleško-slovenski slovar, Anton Grad, Ružena Škerlj, Nada Vitorovič
  - Slovensko-angleški slovar, Anton Grad, Henry Leeming
- francoščina:
  - Francosko-slovenski slovar, Anton Grad
  - Slovensko-francoski slovar, Viktor Jesenik, Narcis Dembskij
- hrvaščina

srbščina
bosanščina
črnogorščina:
- - Srbskohrvatsko-slovenski slovar, Janko Jurančič
  - Slovensko-srbskohrvaški slovar, Janko Jurančič
- italijanščina:
  - Veliki italijansko-slovenski slovar, Sergij Šlenc
  - Veliki slovensko-italijanski slovar, Sergij Šlenc
- latinščina:
  - Latinsko-slovenski slovar, Fran Wiesthaler
- madžarščina:
  - Veliki slovensko-madžarski slovar
- nemščina:
  - Veliki nemško-slovenski slovar
  - Veliki slovensko-nemški slovar
- romunščina:
  - Romunsko-slovenski slovar, Irena Santoro
  - Slovensko-romunski slovar, Irena Santoro
- ruščina:
  - Rusko-slovenski slovar, Janko Pretnar
- španščina:
  - Špansko-slovenski slovar, Anton Grad
  - Slovensko-španski slovar, Anton Grad
- ukrajinščina:
  - Ukrajinsko-slovenski slovar, Vladimir Dumka
  - Slovensko-ukrajinski slovar, Vladimir Dumka
- stara grščina:
  - Šolski grško-slovenski slovar

## Različice
| različica | datum izdaje     |
| --------- | ---------------- |
| 1.1       | 3. december 2024 |
| 1.0       | 16. oktober 2024 |
| beta      | 19. marec 2024   |